# Diplomatarium
Diplomatarium kaldes en skreven eller trykt samling af ældre historiske aktstykker (hovedsageligt diplomer, dvs. retsgyldige dokumenter), omfattende enten et helt land i en vis tid eller en enkelt landsdel, en købstad, et kloster, en enkelt familie osv.

## Dansk diplomatarium
I nyere tid begyndte man overalt i Europa at udgive diplomatarier for middelalderen, mens Danmark var noget bagefter på dette område. Ganske vist foreslog Hans Gram allerede i 1731, at man burde udgive et diplomatarium for Danmark og Norge, og han tog også energisk fat på afskrivningen af dokumenter, da kongen gik ind for forslaget. Ved sin død testamenterede han sin betydelige samling af afskrifter til Gehejmearkivet. 
Hans efterfølger som gehejmearkivar, Jacob Langebek, optog tanken, og han fik i 1751 en bevilling på 300 rigsdaler årlig til at forberede et diplomatarium. Arbejdet med et dansk leksikon og udgivelsen af Scriptores rerum Danicarum forhindrede ham i at udgive noget på det diplomatariske område, men hans store samling af afskrifter, kendt under navnet "Langebeks Diplomatarium", findes nu i Rigsarkivet. Samlingen er blevet fortsat også efter Langebeks død, men kun i langsomt tempo i senere tider. Den har været ganske nyttige for historikerne, skønt afskrifterne langtfra altid svarer til nutidens krav. 
Savnet af et almindeligt diplomatarium blev til dels afhjulpet under professor Kr. Erslev ledelse, da man udgav Repertorium Diplomaticum Regni Danici Mediævalis. Fortegnelse over Danmarks Breve fra Middelalderen. Fortegnelsen går frem til 1450, og den blev fortsat som Series Secunda/2. Række af William Christensen, sådan at den nåede frem til 1513. Ved afslutningen i 1939 var udgivelsen af  Diplomatarium Danicum allerede begyndt i 1938 under Det Danske Sprog- og Litteraturselskab. Dette projekt arbejder i øjeblikke med udgivelse af materialet fra perioden 1413-1439 på nettet.

### Mindre, danske diplomatarier
I Danmark er der udgivet flere mindre diplomatarier forud for det nationale diplomatarium, og af dem kan man nævne:
- Grímur Jónsson Thorkelins Diplomatarium Arna-Magnæanum, to bind, København 1786, der dog ikke lever op til nutidige krav om nøjagtighed og kritisk behandling.
- C.F. Wegener (udg.): Diplomatarium Christierni Primi. Samling af aktstykker, diplomer og breve henhörende til kong Christiern den förstes historie ved Hans Knudsen, København 1856.
- H.C.P. Seidelin: Diplomatarium Flensborgense, to bind, København 1865-1873.
- Oluf Nielsen: Københavns Diplomatarium, otte bind, København 1872-1887.
- A. Heise: Diplomatarium Vibergense, København 1879.

For Slesvig-Holstens vedkommende kan nævnes Urkundensammlung d. Schleswig-Holstein-Lauenburgischen Gesellschaft, fire bind, Kiel 1839ff. og P. Hasse: Schlesw.-Holst.-Lauenburgische Regesten und Urkunden, tre bind, Kiel 1886ff.

## Nordiske diplomatarier
I Norge blev Diplomatarium Norvegicum udgivet i 22 bind 1847-1995. I Sverige begyndte man tidlig at tænke på udgivelsen af et diplomatarium for hele riget. J. Hadorph og Johan Peringskiöld afskrev i 1600-tallet mængder af diplomer, og i 1700-tallet var især Carl Christoffer Gjörwell virksom for at få et diplomatarium udgivet. Carl Gustaf Nordin begyndte at arbejde på et større værk, men møtte opgive det på grund af sit politiske og gejstlige arbejde. Først i 1800-tallet blev udgivelsen til virkelighed. I 1829 udkom 1. bind af Diplomatarium Suecanum eller Svenskt Diplomatarium, udgivet af Johan Gustaf Liljegren. Fra 2. bind gik udgivelsen over til B.E. Hildebrand, der udgav 3.-5. bind, og efter hans død fortsattes det af sønnen E. Hildebrand. Som følge af grev Erik Posses donation til fortsættelsen af diplomatariet begyndte en ny række fra 1401, Svenskt Diplomatarium fr.o.m. år 1401, udgivet af G. Silfverstolpe, hvor der udkom tre bind frem til 1904, der dækker frem til 1420. Udgivelsen af det svenske diplomatarium er stadig i gang med bind 10, hæfte 4 fra 2004 som det senest offentliggjorte.
Lauritz Weibull's Diplomatarium dioecesis Lundensis. Lunds ärkestifts urkundsbok, der udkom 1900-1939 (bind 3-6) må også nævnes.
I Finland udgav Reinhold Hausen Finlands medeltidsurkunder i otte bind 1910-1935. Dette værk er nu sammen med hans udgave af Åbo domkyrkas Svartbok (1890) gjort tilgængelig i databasen Diplomatarium Fennicum, der kan læses via internettet.
For Island er der udgivet et Diplomatarium Islandicum (Íslenzkt fornbréfasafn) i 16 bind i perioden 1857-1959.

## Nordeuropæiske diplomatarier
Uden for Norden er der i 1800-tallet og 1900-tallet udgivet en mængde diplomatarier (om end under andre benævnelser). Her skal kun nævnes nogle, der har særlig betydning for nordiske forhold, således Hansisches Urkundenbuch, Urkundenbuch der Stadt Lübeck, Bremisches Urkundenbuch, Hamburgisches Urkundenbuch, Mecklenburgisches Urkundenbuch, Pommersches Urkundenbuch og Liv-, Est- und Curländisches Urkundenbuch.